# Baggehufwudt (Adelsgeschlecht)

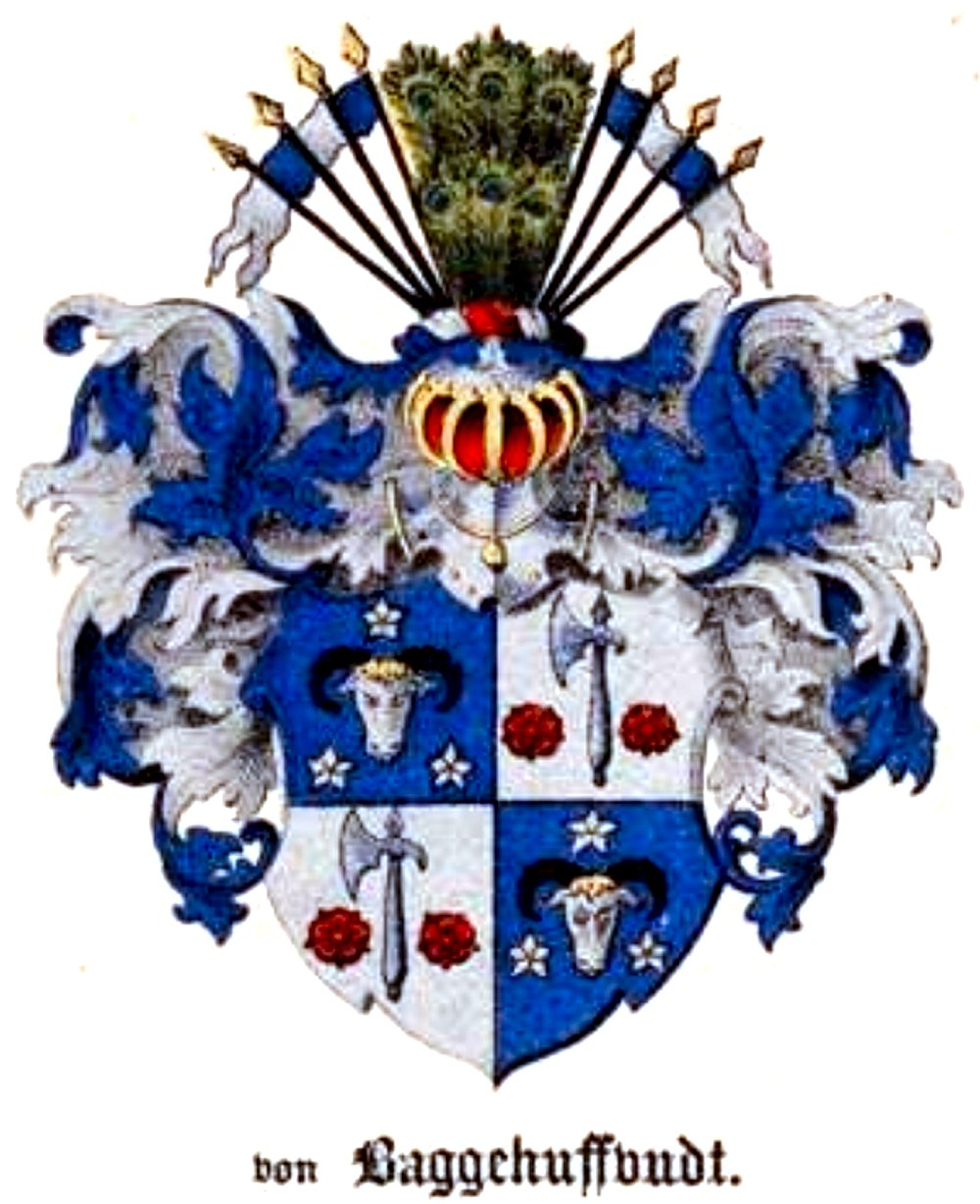
Wappen der Familie von Baggehufwudt

Baggehufwudt, auch Baggo und Benton, schwedisch Bagghufvud, russisch Багговут, ist der Name eines schwedischen, baltischen und russischen Adelsgeschlechts.

## Geschichte
Die Baggehufwudt sind ein ursprünglich skandinavisches Adelsgeschlecht, dessen Stammreihe mit dem mutmaßlich aus Norwegen gebürtigen und 1565 nach Stockholm gekommenen Hans Persson Bagge († nach 1602) auf Pungsund, Södermanlands län beginnt. 1617 bzw. 1632 ist die Familie mit den Schweden nach Estland gelangt. 1752 wurde sie dort in die Matrikel (Nr. 76) der Estländischen Ritterschaft aufgenommen. Bereits 1652 wurde der Adelsstand des Geschlechts in Schweden renoviert und 1668 bei der Adelsklasse der schwedischen Ritterschaft (Nr. 755) introduziert. Im Jahr 1669 ist die schwedische Linie erloschen, während sich die estländische in Russland ausbreiten konnte. Angehörige leben heute in Australien, Kanada, Deutschland, Österreich und den Vereinigten Staaten.

## Wappen
Das Wappen ist geviert, die Felder 1 und 4 zeigen in Blau einen natürlichen, nach vorn blickenden Widderkopf mit schwarzen Hörnern, begleitet von drei (1:2) silbernen Sternen, die Felder 2 und 3 zeigen in Silber eine aufrechte eiserne Streitaxt mit nach rechts geeichterer Barte, der Stiel beseitet von zwei roten Rosen. Auf dem Helm mit blau-silbernen Decken über einen blau-weiß-rotem Helmwulst ein Pfauenspiegel zwischen acht zweizipfligen  abechselnd silbernen und blauen Fähnchen an schwarzen Spießen mit goldenen Spitzen.

## Angehörige
- Friedrich Wilhelm von Baggehufwudt (* 1726), estländischer Mannrichter[2]
- Friedrich von Baggehufwudt († 1810), russischer Premier-Major, Zolldirektor in Feodossija und Hofrat in Libau[3]
- Karl Gustav von Baggehufwudt (1761–1812), russischer Generalleutnant
- Alexander Alexius Woldemar von Baggehufwudt (1801–1883), russischer General der Kavallerie[4]
- Alexander von Baggehufwudt (1806–1883), russischer General
- Hermann von Baggehufwudt (1808–1890), russischer Generalleutnant[5]
- Karl von Baggehufwudt (1810–1895), russischer General der Infanterie[6]
- Nikolai von Baggehufwudt (1853–1924), russischer Generalleutnant
- Alexander von Baggehufwudt (* 1861), russischer Staatsmann, Gouverneur von Poltawa und Kursk
- Iwan von Baggehufwudt (1862–1933), russischer Generalleutnant, Kommandant des 42. Armeekorps

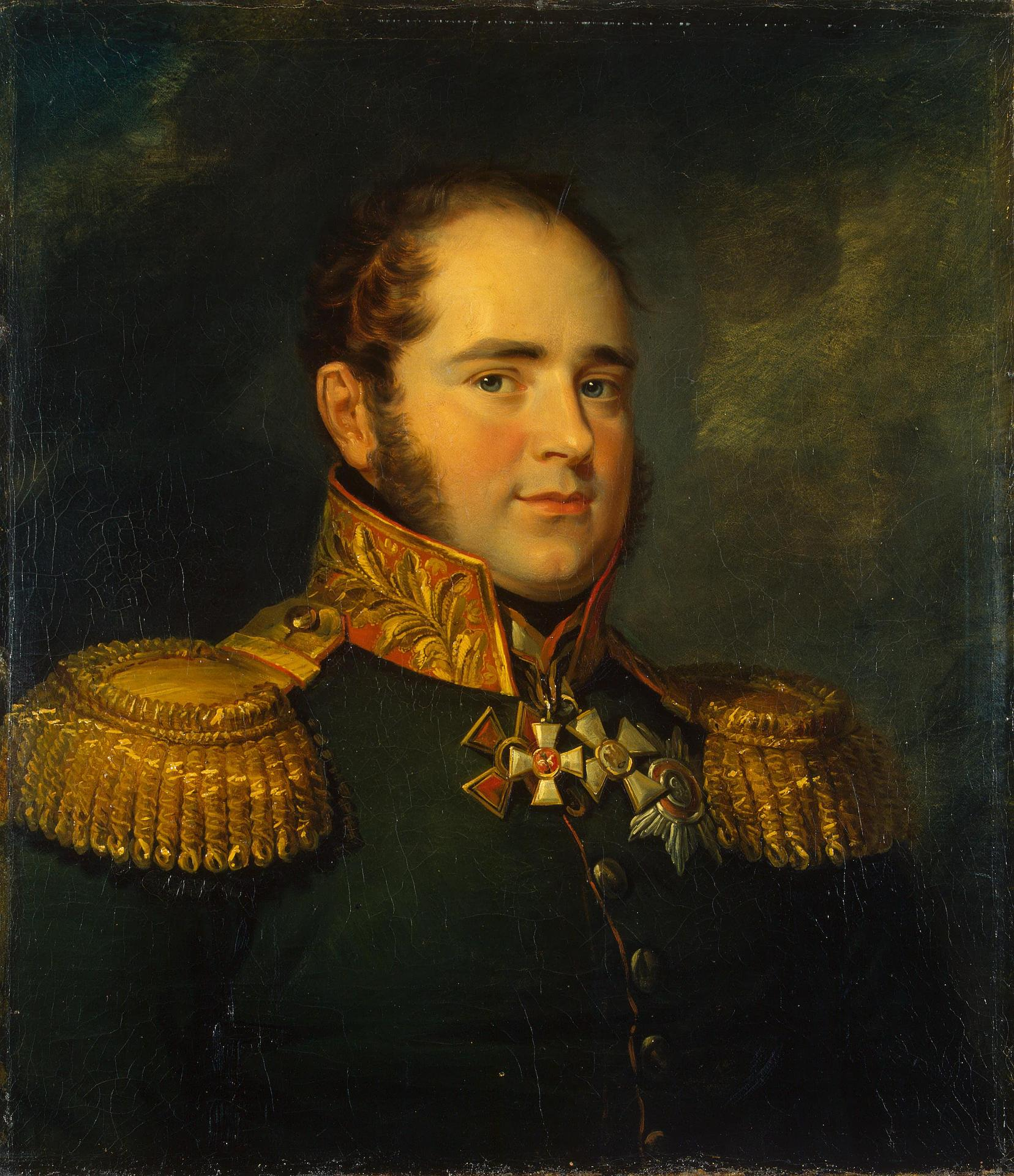
Karl Gustav von Baggehufwudt (1761–1812)
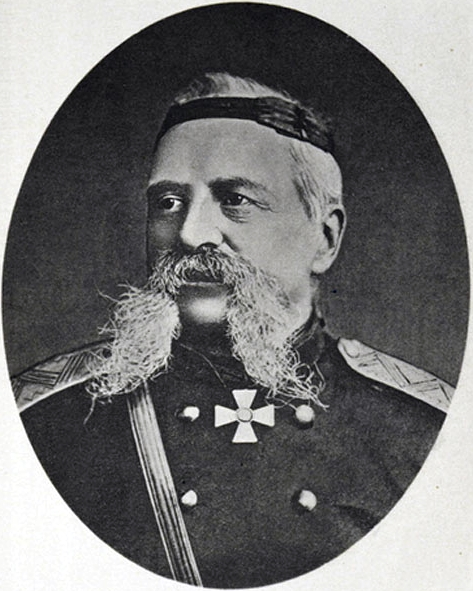
Alexander von Baggehufwudt (1806–1883)
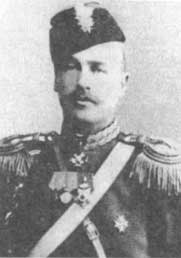
Iwan von Baggehufwudt (1862–1933)